# 4-Aminophénazone
La 4-aminophénazone, ou aminopyrine, est une pyrazolone dotée de propriétés analgésiques, anti-inflammatoires et antipyrétiques, mais présentant un risque d'agranulocytose. C'est un analgésique non-opioïde trois fois plus puissant que la phénazone. Le Breath Test à l'aminophénazone marquée au carbone 13 a été décrit pour réaliser une mesure non invasive de l'activité métabolique du cytochrome P450 dans le cadre d'examens du fonctionnement hépatique,. Sa métabolisation produit de la N-nitrosodiméthylamine, qui est cancérogène, de sorte qu'on la remplace par la propyphénazone dans les préparations combinées.
L'aminophénazone a été synthétisée pour la première fois par Friedrich Stolz et Ludwig Knorr à la fin du XIXe siècle et vendue comme antipyrétique connu sous le nom de Pyramidon par Hoechst AG de 1897 jusqu'à son remplacement éventuel par la molécule plus sûre de propyphénazone .